# Петров Володимир Іванович
Володимир Іванович Петро́в (нар. 22 березня 1919, Катеринослав — пом. 28 липня 1974, Харків) — український радянський художник; член Харківської організації Спілки радянських художників України з 1958 року.

## Біографія
Народився 22 березня 1919 року у місті Катеринославі (нині Дніпро, Україна). Упродовж 1937—1940 років навчався в Дніпропетровському художньому училищі у Михайла Паніна. Брав участь у німецько-радянській війні. У 1945—1950 роках продовжив навчання у Харківському художньому інституті, де його викладачами були зокрема Єфрем Світличний, Михайло Дерегус, Сергій Бесєдін, Григорій Бондаренко, Петро Котов.
Жив у Харкові, в будинку на вулиці Отакара Яроша, № 21а, квартира № 27. Помер у Харкові 28 липня 1974 року.

## Творчість
Працював у галузі станкового живопису та графіки. Серед робіт:
живопис
- «Місячна ніч» (1957);
- «Дівочі розмови» (1960);
- «Тарас Шевченко на Аральському морі» (1961);
- «Побратими» (1964);

графічні серії
- «Колгоспні мотиви» (1957, кольорі автолітографії);
- «По колгоспах України» (1960, кольорі автолітографії);
- «На мирних ланах» (1965, кольорі автолітографії);
- «Земля і люди» (1967, офорт, акватинта);
- «Поля України» (1968, літографії);
- «Рідні лани» (1969, літографії).

Брав участь у республіканських та всесоюзних виставках з 1957 року, зарубіжних — з 1963 року. Персональна виставка відбулася у Харкові 1982 року.